# Prémio Acfas Michel-Jurdant
O Prémio Acfas Michel-Jurdant é um galardão criado em 1985 pela Association francophone pour le savoir (Acfas) sediada em Quebec.
É um prémio anual criado para homenagear o ecologista Michel Jurdant e distingue os melhores investigadores no domínio das ciências ambientais.

## Laureados
- 1985 — Arnold J. Drapeau
- 1986 — Louis Legendre e Pierre Legendre
- 1987 — Michel Maldague
- 1988 — Jean Bédard
- 1989 — Peter G. Campbell e André Tessier
- 1990 — André Bouchard
- 1991 — Mohamed I. El-Sabh
- 1992 — Claude Hillaire-Marcel
- 1993 — Pierre Béland
- 1994 — Jean-Claude Therriault
- 1995 — Donna Mergler
- 1996 — Edwin Bourget
- 1997 — Richard Carignan[1]
- 1998 — Geraldo Buelna[1]
- 1999 — Yves Bergeron[1]
- 2000 — Michel Fournier[1]
- 2001 — Louis Bernatchez[1]
- 2002 — Éric Dewailly[1]
- 2003 — Chandra Madramootoo[1]
- 2004 — Marc Lucotte[1]
- 2005 — Lawrence Mysak[1]
- 2006 — Martin Lechowitcz[1]
- 2007 — Donald Smith[1]
- 2008 — René Laprise[1]
- 2009 — Jean-Guy Vaillancourt[1]
- 2010 — Christian Messier[1]
- 2011 — Anne De Vernal[1]
- 2012 — André Roy[1]
- 2013 — Jean Bousquet[1]
- 2014 — Paul del Giorgio[1]
- 2015 — Paule Halley[1]
- 2016 — Anne Bruneau[1]